# 索莫尔
索莫尔，是匈牙利科马罗姆-埃斯泰尔戈姆州所辖的一个村。总面积13.19平方公里，总人口1135，人口密度86.1人/平方公里（2011年1月1日）。